# Chrysotus acuticornis
Chrysotus acuticornis är en tvåvingeart som beskrevs av Becker 1922. Chrysotus acuticornis ingår i släktet Chrysotus och familjen styltflugor. Inga underarter finns listade i Catalogue of Life.